# Ephalaenia variaria
Ephalaenia variaria är en fjärilsart som beskrevs av John Henry Leech 1897. Ephalaenia variaria ingår i släktet Ephalaenia och familjen mätare. Inga underarter finns listade i Catalogue of Life.